# ミリタリーレビュー
ミリタリーレビュー（英：Military Review）は、アメリカ陸軍諸職種協同センター陸軍大学出版局（フォート・レブンワース）が出版する隔月刊の軍事専門誌である。その任務は陸上戦闘の学術的論題を議論し、新しい考えを想起するための質の高い公開討論の場を提供することである。

## 内容
本誌は、新しい概念、新しい視点を提供するような論文を最優先に掲載する。そのため、他では掲載を断られるような正統派とは異なる見解であっても、よく調査され説得力がある論文ならば掲載される。本誌に掲載される論文の主な方向性は作戦レベル（戦略と戦術の中間レベル）のものである。戦略目標を達成するための戦役の計画と実施、またはそれに関連する事項を処理する指揮官又は幕僚が関心を持つような論文を掲載する。これにより、大隊よりも大きな部隊の指揮・統御・管理、省庁間及び連合国のパートナーとの連携、教育訓練、イノベーション、施策及びドクトリンの公式化等の論題を提供する。本誌は二つのタイプの論文を好む。一つは一次資料からの独自の研究に基づく論文。もう一つは直接の経験を通して学んだ教訓に基づく論文である。また、抽象的なものよりも具体的で実用的な論文が好まれる。

　英語版の他にヒスパニック版、ブラジル版がある。